# Leonid Słucki (polityk)
Leonid Eduardowicz Słucki, ros. Леонид Эдуардович Слуцкий (ur. 4 stycznia 1968 w Moskwie) – rosyjski działacz polityczny, deputowany do Dumy Państwowej; po śmierci Władimira Żyrinowskiego tymczasowy przywódca Liberalno-Demokratycznej Partii Rosji, od 27 maja 2022 stoi na czele tej partii; w Dumie na stanowisku szefa klubu LDPR, przewodniczący Komitetu Dumy do spraw międzynarodowych; doktor nauk ekonomicznych.
Absolwent (1996) Moskiewskiego Instytutu Ekonomiczno-Statystycznego. W 2014 był autorem ustawy wprowadzającej nowy artykuł do rosyjskiego kodeksu karnego, penalizującego rozpowszechnianie informacji dotyczących polityki ZSRR w czasie II wojny światowej, które nie są zgodne z oficjalną narracją Kremla. Od 2014 aktywnie wspiera politykę Kremla na Krymie, organizując wyjazdy deputowanych Dumy na okupowane terytoria.